# امید صیدالی
امید صیدالی (زادهٔ ۷ مهٔ ۱۹۹۹) بازیکن فوتبال اهل ایران است که در پست هافبک برای باشگاه فوتبال نود ارومیه بازی می‌کند.